# Le Monteil (Cantal)
Monteil – miejscowość i gmina we Francji, w regionie Owernia-Rodan-Alpy, w departamencie Cantal.
Według danych na rok 1990 gminę zamieszkiwało 301 osób, a gęstość zaludnienia wynosiła 13 osób/km² (wśród 1310 gmin Owernii Monteil plasuje się na 554. miejscu pod względem liczby ludności, natomiast pod względem powierzchni na miejscu 363.).